# دیرانبندی، کوئینزلند
دیرانبندی (به انگلیسی: Dirranbandi) یک شهرک در استرالیا است که در کوئینزلند واقع شده‌است.